# Monkey Business (televisieserie)
Monkey Business is een televisieserie over verschillende primaten die worden opgevangen in Monkey World in Dorset, Engeland. De serie volgt zowel de oprichters van Monkey World, de verzorgers en andere medewerkers, als de verschillende groepen primaten, onder andere chimpansees, orang-oetans, gibbons, lemuren, makaken, doodshoofdaapjes, wolapen en kapucijnapen.
Vanaf 2007 werd Monkey Business opgevolgd door de televisieserie Monkey Life.

## Televisieserie
De serie wordt geproduceerd door Meridian Broadcasting en wordt in Groot-Brittannië sinds 1997 uitgezonden door zowel Animal Planet, ITV Meridian en (deels) National Geographic Channel. De serie ging in 2007 het tiende seizoen in. In Nederland wordt de serie uitgezonden door Animal Planet en (deels) door National Geographic Channel. Van de serie zijn 9 seizoenen op dvd verschenen.
Het commentaar bij de scènes  is ingesproken door Chris Serle en de kenmerkende, swingende trompetmuziek is van Lenny Williams. Regie: Justine Kershaw.

## Inhoud
Monkey Business volgt de dagelijkse gang van zaken in het opvangcentrum: van het voeren en bezighouden van de dieren, de renovaties van de verblijven, de verzorging van verstoten baby-aapjes, de medische verzorging van zieke dieren en het opvangen en in een groep plaatsen van nieuwe dieren, tot reddingsacties in het buitenland en het uitoefenen van druk op de internationale politiek om het vangen en illegaal smokkelen van primaten tegen te gaan.
Naast dit kijkje achter de schermen, wordt het dagelijkse leven van de dieren gevolgd: de karakters, de gevoelens, het gedrag en de sociale interactie van de verschillende apen binnen de groepen. Bijna alle dieren hebben een traumatische geschiedenis: ze zijn als baby in het wild door stropers bij hun moeder vandaan gehaald, hebben moeten werken bij bijvoorbeeld Spaanse strandfotografen, hebben in kleine hokken opgesloten gezeten en zijn vaak verwaarloosd, ondervoed en mishandeld. Velen hebben nooit meer andere soortgenoten gezien.
Het ingesproken commentaar geeft op opgewekte en betrokken wijze inzicht in de beweegredenen van bepaald gedrag. Hiernaast geeft het soms korte achtergrondinformatie en educatieve informatie, bijvoorbeeld over de ongeschiktheid van primaten als huisdier.

## Menselijke hoofdpersonen
Jim Cronin (1951-2007) richtte het opvangcentrum op in 1987; enkele jaren later trouwde hij met Alison Ames (gedragsexpert en biologisch antropologe). Jim en Alison geven samen leiding aan de dagelijkse gang van zaken, ondernemen reddingsmissies naar onder andere Spanje, Turkije en Dubai, onderhouden contacten met andere opvangcentra over de wereld (met name het Pingtung Rescue Centre in Taiwan), helpen bij het opzetten van opvangcentra in Azië en oefenen druk uit op regeringen van diverse landen om het vangen en naar het buitenland uitvoeren van primaten tegen te gaan.
Jeremy Keeling is hoofd dierenverzorger (Animal Manager). Hij staat erom bekend dat hij al in geen tientallen jaren een dag vrij heeft genomen. Hij heeft een opmerkelijk vermogen om een band op te bouwen met individuele chimpansees en orang-oetans; de dieren vertrouwen hem en zijn duidelijk dol op hem. Jeremy heeft al verschillende verstoten baby chimpansees met de hand grootgebracht en gaat vaak mee met Jim en Alison op reddingsmissies; maar hij staat ook met regelmaat op de ladder bij renovaties van de binnen- en buitenverblijven.
Andere dierenverzorgers die geregeld in beeld komen zijn: Mike Colbourne, die al een aantal baby orang-oetans onder zijn hoede heeft genomen, Marina, Paul en dierenarts John Lewis.

## Primaten in de hoofdrol
Hananya is het alfa-mannetje van de 1e groep chimpansees, nadat de vorige leider, Rodney, op hardhandige wijze door de groep is verstoten. In zijn groep zitten drie voormalige proefdieren uit een Nederlands laboratorium: Eveline, Marjoline en Valerie. Ook is deze groep de nieuwe familie voor twee zusjes die uit het wild naar Turkije waren gesmokkeld en pas na een jarenlange actie uiteindelijk in Monkey World weer konden worden herenigd: Kuki en Zeynep. Een ander opmerkelijk lid van deze groep is Honey, die jarenlang het huisdier was van de koninklijke familie in Dubai.
Butch is de leider van een groep met enkel mannelijke chimpansees, de zogenaamde 'vrijgezellen'. Een van de meest ontwapende karakters is in deze groep te vinden: Charlie. Hij was verslaafd en ernstig mishandeld toen hij vanuit Spanje in  Monkey World arriveerde. Zijn naamgenoot Çarli heeft een opmerkelijke geschiedenis: hij was jarenlang een beroemde tv-ster in Turkije. Zijn voeten zijn totaal vergroeid door de schoenen die hij heeft moeten dragen en hij had nog nooit een andere chimpansee gezien. Zijn introductie in de groep kostte dan ook een behoorlijke tijd.
Paddy, in de derde groep, wordt omgeven door verschillende dominante vrouwtjes, die (zoals meestal in chimpanseegroepen) in feite de dienst uitmaken; met name Beth, Cindy en Susie. Ook in deze groep zijn verschillende jongen zijn geboren, al krijgen de vrouwtjes anti-conceptie. Een opmerkelijk verhaal is de geboorte van Hebe. Toen zij een jaar oud was, raakte ze ondervoed en moest bij haar moeder Olympia worden weggehaald. Na een aantal maanden werd het contact hersteld en Hebe bleek haar moeder nog te herkennen, en andersom. Elke dag bezocht Olympia haar jong tot die weer in de groep kon worden teruggeplaatst. Niet lang daarna bleek Olympia echter ernstig ziek en overleed.
Jongen die met de hand moeten worden grootgebracht, worden zo gauw dat kan in de crèche (the nursery) geplaatst bij Sally. Zij is, opmerkelijk genoeg, het alfa-vrouwtje van deze groep. Sally is dol op kleine chimpansees en blijkt keer op keer een prima adoptie-moeder te zijn. Zo gauw de jongen een jaar of vier zijn, gaan ze naar een andere groep. Sally is dol op water, waar de meeste chimpansees bang voor zijn, ze heeft er plezier in om het hok te bezemen en, als ze de kans krijgt, oppasser Jeremy te vlooien.
Een ander verhaal zijn de orang-oetans, omdat deze bedreigde diersoort aan een internationaal fokprogramma meedoen. Het mannetje Twan, uit Taiwan, heeft dan ook al nakomelingen van verschillende wijfjes. Amy komt uit Groot-Brittannië, maar de meeste andere vrouwtjes komen uit Azië, zoals RoRo, Lucky, Hsiao-Quai en A-mei.
De serie volgt ook individuen uit de andere groepen primaten, de gibbons, makaken (de zogenoemde "lelijke apen" ofwel "ugly monkeys"), kapucijnaapjes, enz.; deze hebben echter vaak minder uitgesproken karakters.

## Monkey Life
Na 9 seizoenen werd de serie "Monkey Business" in 2007 opgevolgd door "Monkey Life". De verteller is nu o.a. Andy Serkis. Deze serie is opgedragen aan de oprichter van Monkey World Jim Cronin, die op 17 maart 2007 overleed.